# Fraugde (plaats)
Fraugde is een plaats in de Deense regio Zuid-Denemarken, gemeente Odense. De plaats telt 1922 inwoners (2020).